# Augyles compactus
Augyles compactus là một loài bọ cánh cứng trong họ Heteroceridae. Loài này được Fall miêu tả khoa học đầu tiên năm 1937.